# Osjälvständig personlighetsstörning
Osjälvständig personlighetsstörning, förkortat DPD, är en personlighetsstörning som karaktäriseras av en vilja att bli omhändertagen och en rädsla för att bli övergiven. Individer med störningen har svårt att fatta enkla beslut, låter andra ta initiativ och ansvar och behöver stöd och uppmuntran av en förälder eller partner. De har svårt att säga emot och går hellre med på något de egentligen tycker är fel, och riskerar hellre att bli utsatta för psykisk och fysisk misshandel av en dominerande partner än att leva ensamma.
Omkring 0,5-0,6% av den allmänna befolkningen uppskattas lida av störningen.

## Symptom
ICD-10 beskriver att personer med störningen dels har de allmänna symptomen för personlighetsstörningar. Vidare måste personens besvär vara så pass påtagliga att det innebär stora besvär i personens vardagsliv, samt att personen har minst 4 av följande symptom:
1. Försöker få andra att ta stora beslut åt denne
2. Värderar önskningar från den personen är beroende av som viktigare än sina egna, och försöker överdrivet uppfylla dennes önskningar
3. Vägrar i allmänhet kräva någonting alls från de som personen är beroende av
4. Känner sig hjälplös eller obekväm om personen är ensam, eftersom de upplever att de inte kan klara sig själva
5. Starka rädslor för att bli lämnad ensam, till följd av personens uppfattning om att personen inte kan klara sig själv
6. Klarar inte av att ta vardagliga beslut om personen inte mottagit omfattande råd från andra

## Behandling
Störningen behandlas vanligtvis med samtalsterapi. Om personen även har depressiva eller ångestsymptom kan medicin ingå i behandlingen.